# Рокгемптон

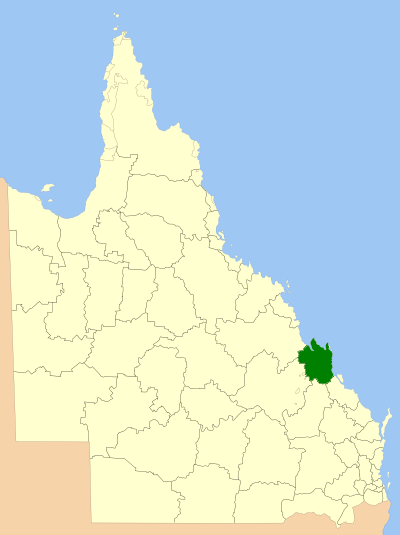
Район на мапі штату

Рокге́мптон (англ. Rockhampton) — місто у східній частині австралійського штату Квінсленд, центр однойменного району місцевого самоврядування. Населення міста за даними перепису 2006 року становило приблизно 69 тисяч чоловік , а населення всього району — 111,5 тисяч чоловік (2008) . Найближче велике місто — Гладстон (розташоване за 100 км на південний схід).

## Географія
Східною та північною межами району є узбережжя Коралового моря. Центральною частиною протікає головна річка району — Фіцрой, довжина якої становить 480 км . У долині річки розташовані родючі землі, придатні для землеробства та скотарства. За 40 кілометрів від гирла річки розташовано місто Рокгемптон, що створювалось первинно як місто — річковий порт.
Незважаючи на помірну кількість опадів, у сезон дощів річка Фіцрой може розливатись. Найсильніша повінь була зареєстрована у січні 1918 року, рівень води перевищив 
нормальний на 10 метрів. Дві останні сильні повені стались у січні та березні 2008 року .
На відстані 90 кілометрів від узбережжя розташовані острови Великого бар’єрного рифу.

### Клімат
Місто знаходиться у зоні, котра характеризується вологим субтропічним кліматом. Найтепліший місяць — січень із середньою температурою 27.2 °C (81 °F). Найхолодніший місяць — липень, із середньою температурою 16.1 °С (61 °F).
| Клімат Рокгемптона      | Клімат Рокгемптона | Клімат Рокгемптона | Клімат Рокгемптона | Клімат Рокгемптона | Клімат Рокгемптона | Клімат Рокгемптона | Клімат Рокгемптона | Клімат Рокгемптона | Клімат Рокгемптона | Клімат Рокгемптона | Клімат Рокгемптона | Клімат Рокгемптона | Клімат Рокгемптона |
| Показник                | Січ.               | Лют.               | Бер.               | Квіт.              | Трав.              | Черв.              | Лип.               | Серп.              | Вер.               | Жовт.              | Лист.              | Груд.              | Рік                |
| Абсолютний максимум, °C | 42                 | 43                 | 40                 | 35                 | 31                 | 32                 | 30                 | 33                 | 37                 | 41                 | 45                 | 41                 | 45                 |
| Середній максимум, °C   | 31                 | 31                 | 30                 | 28                 | 25                 | 23                 | 22                 | 24                 | 27                 | 29                 | 31                 | 32                 | 28                 |
| Середня температура, °C | 27                 | 26                 | 25                 | 23                 | 20                 | 17                 | 16                 | 17                 | 20                 | 23                 | 25                 | 26                 | 22                 |
| Середній мінімум, °C    | 22                 | 21                 | 20                 | 17                 | 13                 | 10                 | 9                  | 10                 | 13                 | 16                 | 19                 | 21                 | 16                 |
| Абсолютний мінімум, °C  | 16                 | 16                 | 11                 | 4                  | 2                  | −1                 | −1                 | 0                  | 3                  | 7                  | 9                  | 10                 | −1                 |
| Норма опадів, мм        | 140                | 150                | 110                | 40                 | 50                 | 30                 | 30                 | 20                 | 20                 | 40                 | 60                 | 100                | 850                |
| ----------------------- | ------------------ | ------------------ | ------------------ | ------------------ | ------------------ | ------------------ | ------------------ | ------------------ | ------------------ | ------------------ | ------------------ | ------------------ | ------------------ |
| Джерело: Weatherbase    |                    |                    |                    |                    |                    |                    |                    |                    |                    |                    |                    |                    |                    |

## Історія
До приходу європейців у районі Рокгемптон традиційно проживали австралійські аборигени з племені дарумбал (англ. Darumbal).
«Європейська» історія цього району почалась 1853 року, коли до області, яка пізніше отримає назву «Рокгемптон», прийшли у пошуках пасовищ брати Чарлз та Вільям Арчери. У 1854 році уряд Нового Південного Уельсу створив новый район Лейхгардт (англ. Leichhardt), що охоплював область навколо річки Фіцрой.
Річкою було зручно користуватись для транспортування різноманітної продукції з внутрішніх територій району на узбережжя. У місці, де на річці було природне утворення, що створювало перешкоду судоплавному рухові вище за течією, утворилось перше селище з однойменною назвою — «Рокгемптон» (англ. Rockhampton від rock — «камінь» і hamper — «ускладнювати рух»). Офіційною датою заснування поселення Рокгемптон прийнято вважати 25 жовтня 1858 року.
Як і багато інших австралійських міст, Рокгемптон почав активно розвиватись завдяки виявленню золота у прилеглих районах. Поступово він стає столицею всього Північного Квінсленду. У центрі міста починають зводити нові будівлі, більшість з яких збереглись до наших днів, як наприклад будівля банку (1888), готелю (1898), поштового відділення (1892).
Під час Другої світової війни поряд із містом було розташовано військову базу США. База була розрахована на 70 000 військовослужбовців і була проміжним пунктом переміщення військ до районів бойових дій на Тихому океані та Новій Гвінеї . Ще й у наш час на північ від міста, у районі Шоулвотер-Бей (англ. Shoalwater Bay), розташовано широкий сухопутний та повітряний тренувальний полігон військової підготовки Сил оборони Австралії (англ. Shoalwater Bay Military Training Area).

## Інфраструктура

### Вода
З причини відсутності на всій території штату Квінсленд крупних водосховищ у районі Рокгемптон бувають періоди, коли відчувається нестача прісної води. Основним джерелом прісної води є річка Фіцрой, площа її басейну — близько 142 664 км² . На річці збудовано низку гребель, що відокремлюють припливну солону воду від прісної та греблі, що створюють штучні водосховища прісної води. У літній сезон дощів водосховища заповнюються прісною водою, що використовується протягом року для потреб сільського господарства, населення та промислових підприємств району.
Найбільша гребля (англ. Fitzroy River Barrage) була введена в експлуатацію 1971 року. Гребля починається у межі міста і утримує озеро завдовжки 60 км .

### Енергетика
За 23 км на південний захід від міста Рокгемптон знаходиться одна з трьох найбільших електростанцій Квінсленду — Стенвелл (англ. Stanwell). Її було введено в експлуатацію 1993 року, обладнана чотирма паровими турбінами, електрична потужність — 1 400 МВт, як паливо використовується вугілля.

### Транспорт
Рокгемптон є важливим транспортним вузлом центральної частини Квінсленду. Через нього проходять основні автомагістралі, залізниця, поряд з містом розташовано аеропорт місцевого значення.
Автомагістраль «Брюс» (англ. Bruce Highway) прямує вздовж узбережжя штату Квінсленд та перетинає Рокгемптон з півдня на північ. Рухаючись нею на південь, можна дістатись столиці штату Брисбену за 7,5 годин, а рухаючись на північ, можна дістатись най північнішого міста Квінсленду — Кернсу. Автомагістралі «Капрікорн» (англ. Capricorn) та «Бернет» (англ. Burnett) ведуть до міст, що розташовані на заході, у центральній частині штату.
Громадський транспорт міста включає автобусне сполучення між усіма основними районами міста, зоною узбережжя та сусідніми містами, також можна скористатись послугами таксі. Залізницею (англ. North Coast railway line), між Рокгемптоном та Брисбеном, шість днів на тиждень курсує експрес-потяг. Через Рокгемптон також проходить потяг з Брисбену до Кернсу.
Аеропорт Рокгемптону має важливе значення для місцевого туристичного бізнесу. Розташований на південно-західній околиці міста, він займає дванадцяте місце серед внутрішніх аеропортів країни із пасажиропотоку. Аеропорт пропонує рейси до крупних міст Австралії, включаючи Брисбен, Сідней, Кернс, Таунсвілль, Маккай, Гладстон та Мельбурн. Аеропорт також є базою для служби «Летючий Лікар» (англ. Flying Doctor Service), а також тут базуються вертольоти служб порятунку. Найближчий міжнародний аеропорт — Брисбен.

### Вантажний порт
Вантажний термінал Порт-Алма (англ. Port Alma Shipping Terminal), у складі корпорації «Гладстон-Портс» (англ. Gladstone Ports Corporation), розташований за 45 км на південний схід від Рокгемптону на південному краї дельти річки Фіцрой. Порт-Алма приймає та відправляє на експорт як звичайні, так і спеціальні вантажі: аміачну селітру, вибухові речовини, металбрухт, сіль, заморожену яловичину й жир . Поряд з вантажним терміналом знаходяться «сольові поля» компанії Cheetham Salt, на яких видобувають сіль з морської води .

## Туризм

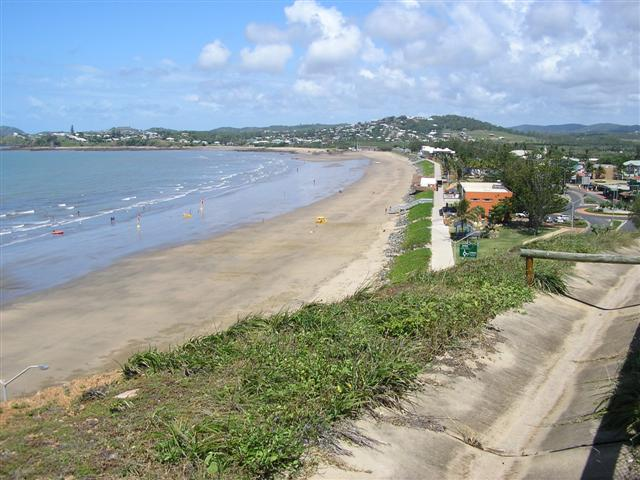
Курортне містечко Йєппун

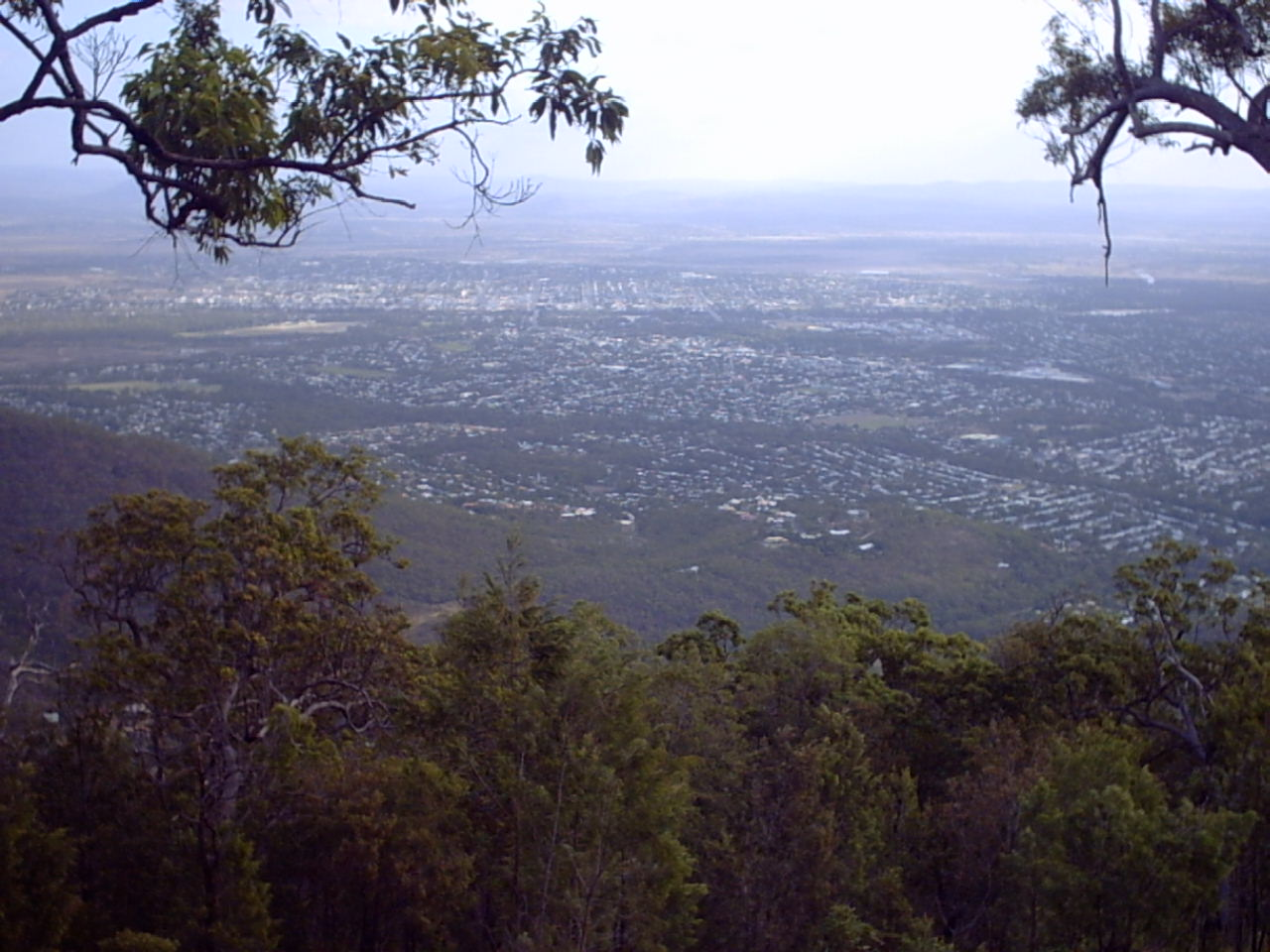
Вид на місто з гори Арчер

300 сонячних днів на рік, субтропічний клімат, близькість морського узбережжя та велика кількість місцевих пам'яток дозволяють приваблювати туристів до Рокгемптону упродовж всього року .

### Пам'ятки
- Міська архітектура — центр міста зберіг велику кількість старовинних будівель, зведених наприкінці XIX — на початку XX століття. Тут можна знайти безліч чудових прикладів англійської «колоніальної» архітектури — будинки з високими стелями та широкими верандами, що допомагали у боротьбі з тропічною спекою. Цей стиль є типовим для будівель, що зводились у той час від Калькути до Сингапуру.
- Відпочинок на узбережжі — улюбленим місцем відпочинку туристів є пляжі, що розкинулись узбережжям Коралового моря, між курортними містечками Йєппун (англ. Yeppoon[en]) та Імью-Парк (англ. Emu Park[en]), а також пляжі острова Гріт-Кепел (англ. Great Keppel Island[en]). Цей район має назву узбережжя Каприкорн (англ. Capricorn Coast[en]).
- Ботанічний сад (англ. Rockhampton Botanic Gardens) — закладений у 1869 році, розташований на Спенсер-стріт (англ. Spencer Street) у південній частині міста. У Ботанічному саду можна побачити рідкісні види пальм, папоротей та багато інших рідкісних рослин.
- Зоопарк (англ. Rockhampton Zoo) — розташований поруч з Ботанічним садом. Тут представлені тварини та птахи Австралії, включаючи коал, шимпанзе, морських крокодилів, прісноводних крокодилів, червоних кенгуру та рідкісних казуарів.
- Сад Кершоу (англ. Kershaw Gardens) — громадський сад, розташований у північній частині міста на автомагістралі «Брюс». Сад було офіційно відкрито 1988 року. Всі рослини саду – місцевого походження, у північній частині розташовано штучний водоспад.
- Галерея мистецтв (англ. Rockhampton Art Gallery) — розташована поряд з театром Пілбім (англ. Pilbeam Theatre). Галерея належить урядові Рокгемптону, на виставці представлені, в основному, роботи австралійських художників з 1940-х до 1970-х років.
- Музей залізничного транспорту Арчер-Парк (англ. Archer Park Steam Tram Museum) — розташований поряд з залізничною станцією міста Арчер-Парк (зведено 1899 року). Музей присвячено історії залізничного транспорту, тут представлено рідкісні експонати залізничної техніки.
- Селище Херітедж (англ. Rockhampton Heritage Village) — справжнє селище-музей. Тут відвідувачі можуть опинитись у старому місті Рокгемптон, коли не було електрики, побачити виставку старовинних авто, сільськогосподарську техніку та інші експонати.
- Національний парк Гора-Арчер (англ. Mt Archer National Park) — розташований на горі Арчер у північно-східному передмісті Рокгемптону. Висота верхньої точки гори становить 604 метрів над рівнем моря, з неї відкривається чудовий вид на місто та його околиці.
- Печери Каприкорн (англ. Capricorn Caves) — система печер Каприкорн розташована у 23-х кілометрах північніше Рокгемптону. Печери були вперше відкриті у 1882 році, та майже одразу були перетворені на популярний атракціон. У дійсний час Печери Каприкорн є однією з найстаріших пам’яток у Квінсленді.

## Відомі люди
- Родні Джордж "Род" Лейвер (*1938) — австралійський тенісист.